# L'uomo, questo sconosciuto
L'uomo, questo sconosciuto (titolo originale L'homme cet inconnu), prima edizione luglio 1935, è un saggio filosofico del medico e scienziato francese Alexis Carrel, uscito contemporaneamente negli Stati Uniti e in Europa nel 1936. È stato tradotto in più di venti lingue.

## Concezione carreliana dell'uomo
Tutta la prima parte del libro è dedicata all'analisi ontologica dell'uomo in sé, a partire dalle tre parole del titolo, in cui è quasi incluso un lamento, che suona come un rimprovero al mondo della scienza e della cultura, tutto teso ad aumentare le conoscenze nei più svariati campi del sapere, ma non in quello dell'uomo in quanto tale. L'incapacità dell'uomo moderno ad organizzare un tipo di società consona alle esigenze della sua natura era dovuta, secondo Carrel, al fatto che non possiede un'adeguata conoscenza di se stesso.
Nella prefazione l'autore afferma di aver scritto questo libro collocandosi non nella posizione del filosofo, (anche se i temi trattati risultano essere prettamente filosofici) ma dello scienziato, cioè di colui che pretende di conoscere unicamente le cose che cadono sotto l'osservazione scientifica, che sa distinguere il noto dal plausibile, pur sapendo di non poter negare l'esistenza dell'ignoto e dell'inconoscibile.
Nel primo capitolo viene subito puntualizzato che, nonostante i grandissimi passi in avanti compiuti dalla scienza, l'ignoranza che l'uomo ha di se stesso rimane grandissima: ciò che sfugge in particolare è la conoscenza dell'uomo come tutto. Questa mancanza ha permesso che si ritenessero pertinenti a un vivere migliore, ad un progresso di civiltà, certe modificazioni dell'ambiente e dei nuovi modi di vivere che, di fatto, risultano nocivi all'uomo, inteso da Carrel come un tutto indivisibile, che si manifesta con delle attività fisico-chimiche, fisiologiche e psicologiche. Tale concetto non si adatta né alla visione materialistico-meccanicistica né a quella spiritualistico-intellettualistica; se infatti egli è un tutto indivisibile, ciò equivale a dire che l'uomo è uomo nella misura in cui il corpo e lo spirito formano insieme una cosa sola, quindi non può mancare nessuno di questi due elementi. Affermare che questo tutto indivisibile si manifesta con attività fisico-chimiche, fisiologiche e psicologiche, equivale a dire che nella sua essenza l'uomo si presenta come costituito da un duplice principio: è corpo (attività fisico-chimiche e fisiologiche), ma anche intelligenza, volontà, libertà, autocoscienza (attività psicologiche). Queste ultime da sempre vanno sotto il nome di anima, spirito, coscienza, mente, e poiché costituiscono il tratto distintivo dell'uomo rispetto a tutti gli altri esseri, la tendenza a sopravvalutarle rispetto alle altre è sempre stata presente negli studiosi, a partire dai grandi pensatori dell'antichità come Socrate e Platone, secondo cui l'uomo è la sua anima è il corpo la sua prigione. La concezione di Carrel è molto più vicina a quella cristiana, che unisce in un'unica realtà la materia e lo spirito come costituenti fondamentali dell'uomo, che definisce con il termine persona.

## Il Bene, il Male e la ricostruzione dell'uomo
Il passo successivo consiste nell'individuazione di tre orientamenti fondamentali della vita umana sui quali, secondo Carrel, non ci si può assolutamente sbagliare:
1. Qualsiasi individuo, sano di mente e di corpo, desidera vivere.
2. Tutti gli esseri viventi sono spinti a riprodursi.
3. In ogni individuo si ha, dalla nascita alla vecchiaia, uno sviluppo spontaneo e progressivo della coscienza.

La filosofia medioevale riassumeva queste tre asserzioni con la frase: duplex tendentia est in homine: ad esse et ad melium esse. Dall'osservazione di questo fatto, Carrel ricava le tre leggi della vita, ovvero la conservazione della vita stessa, la propagazione della specie e l'ascesa dello spirito.
Proprio in funzione di questo si trae come immediata conseguenza ciò che è Bene e ciò che è Male per l'uomo: il Bene consiste in ciò che è conforme alle tendenze essenziali della natura, quindi in ciò che favorisce i pensieri, gli atti e i sentimenti che hanno come fine la conservazione della vita, la propagazione della specie e l'ascesa spirituale dell'individuo. Male è tutto ciò che si oppone alla vita, alla sua moltiplicazione e al suo slancio spirituale.
Dopo avere a lungo parlato dell'uomo, delle sue caratteristiche, dei princìpi su cui si basa la vita, l'ultima parte del libro si occupa della sua ricostruzione. Prima di tutto è necessario per Carrel operare sul piano delle convinzioni: bisogna convincere gli uomini che il loro rinnovamento, nonostante la situazione di degrado, sia possibile tanto a livello individuale quanto di società. Per operare questa risalita occorre un cambiamento dal punto di vista intellettuale, l'economia deve perdere il suo primato non a vantaggio dell'ascetismo e dello spiritualismo ma dell'uomo, che è autenticamente se stesso nell'attuazione di entrambe queste sue dimensioni naturali.
Per cambiare il corrente modo di pensare occorrono per Carrel insegnanti e scuole nuove, soprattutto un nuovo tipo di Università per la preparazione dei docenti che dovranno insegnare le regole di vita alle generazioni successive e cercare di renderle consapevoli dell'importanza di tale compito.

Per quanto riguarda i non educabili, gli ammalati inguaribili, i criminali incorreggibili e pericolosissimi, Carrel consiglia l'eugenismo volontario, indicando i mezzi per la prevenzione della delinquenza e offrendo così la possibilità a molti di attaccarlo. La sua severità si accentua nel suggerire il comportamento da attuare nei confronti dei criminali irrecuperabili, colpevoli di gravi delitti. In questi casi egli opta per l'eliminazione, cioè  per la morte, sia pure in modo indolore. I pesanti attacchi ricevuti (queste pagine vengono considerate da molti un'ombra nella sua vita) lo spingeranno ad evitare di utilizzare il verbo “eliminare” negli scritti successivi per sostituirlo con il più generico “neutralizzare”. In ogni caso non è difficile scorgere un'apparente contraddizione con quanto precedentemente affermato riguardo al valore dell'individuo ma anche con i valori della cristianità  tanto apprezzati da Carrel. Meno rassicurante:"La ricostruzione dell'uomo" (titolo dell'ultimo capitolo del libro), in cui Carrel afferma in realtà:

Molti hanno anche scorto in certe riflessioni delle somiglianze con le teorie razziste che andavano affermandosi in quegli stessi anni nella Germania di Hitler, nel libro infatti si dichiara esplicitamente:
Come la casa editrice Deutsche Verlag di Stoccarda, che nel 1935 otteneva un'entusiasta integrazione di Carrel per la sua traduzione:
Durante il processo di Norimberga, Karl Brandt citava "L'uomo, questo sconosciuto", come una delle fonti d'ispirazione dell'Azione T4.